# Rundfunk im amerikanischen Sektor

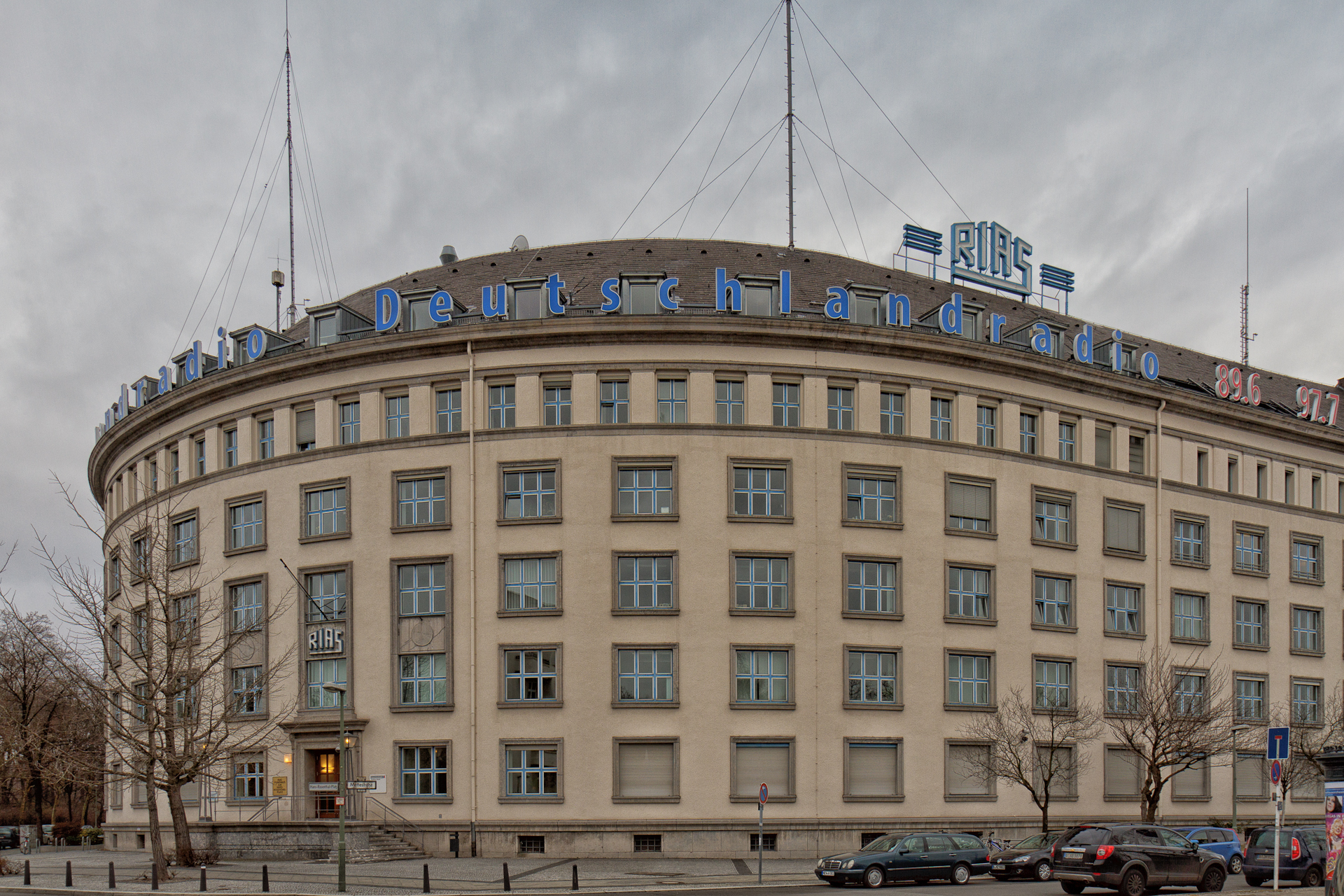
Ancien bâtiment de la RIAS, aujourd'hui DKultur (2012)

Rundfunk im amerikanischen Sektor (Radio in the American Sector, RIAS) était une radio qui a servi de lien culturel entre les deux Allemagne. Elle avait son siège à Berlin-Ouest et a diffusé entre 1946 et 1993.

## Origines

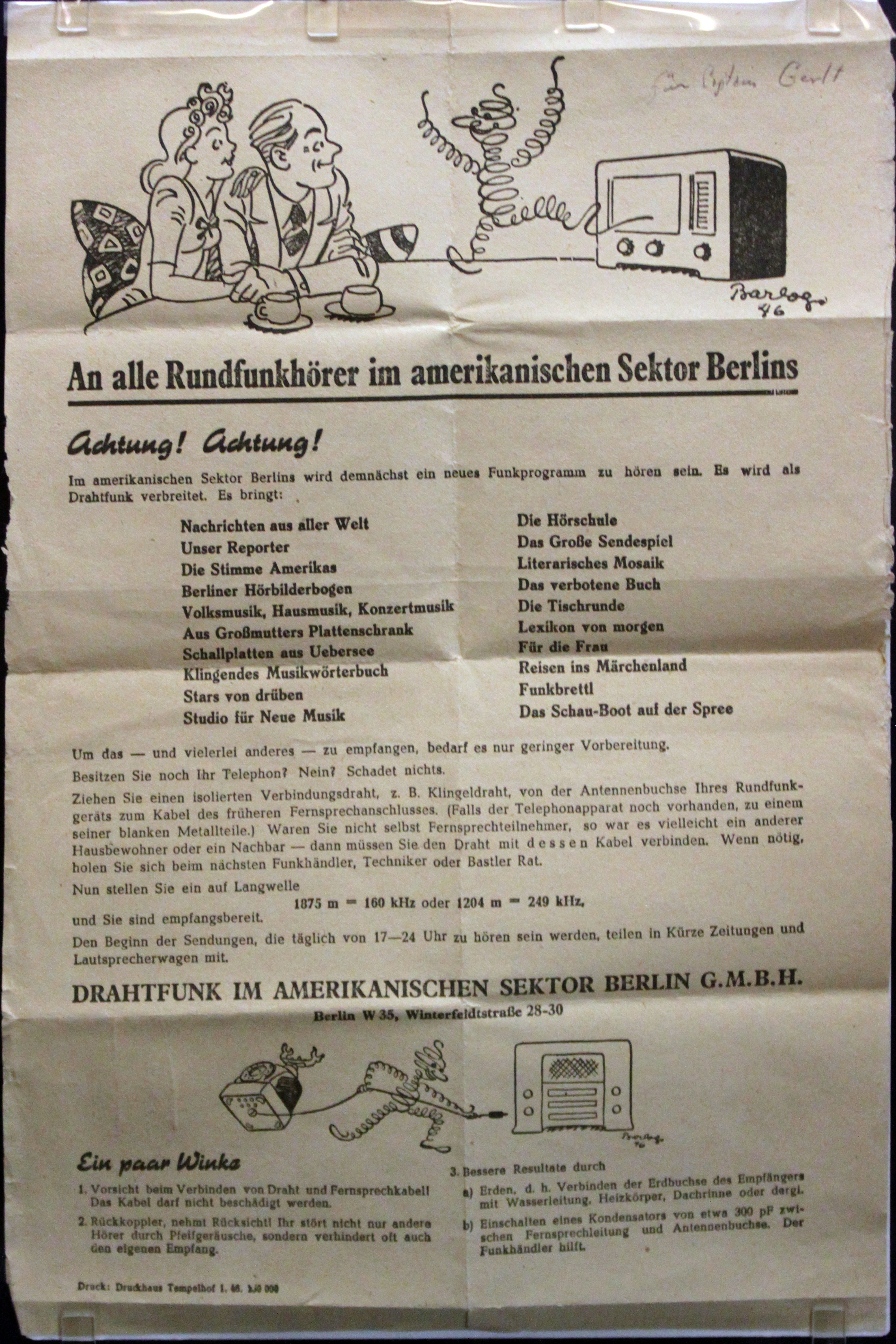
Janvier 1946: publicité pour la radio câblée DIAS.

L'émetteur RIAS a été créé juste après l'armistice de la Deuxième Guerre mondiale dans un Berlin divisé en quatre zones, en réponse au refus de l'administration soviétique (SMAD), d'accorder du temps d'antenne aux Alliés occidentaux sur la Berliner Rundfunk. C'est ainsi que les Américains et les Britanniques décidèrent de contourner cette interdiction en instituant des radios autonomes dans leurs propres zones d'occupation ; mais ils étaient d'abord dépourvus d’émetteurs hertziens terrestres, ce qui détermina l’état-major américain du District de Berlin, le 17 décembre 1945, à se servir du réseau téléphonique enterré (encore intact pour l’essentiel) pour créer une radio câblée. La radio dépendait directement du  Information Services Control Section. Les premières émissions furent transmises en février 1946 sous le label Drahtfunk im amerikanischen Sektor (DIAS); le studio d'enregistrement (Fernmeldeamt) se trouvait sur la Winterfeldtstrasse dans le quartier de Berlin-Schöneberg. Jusqu'en 1949, les journaux du secteur Est de la ville publiaient les horaires des émissions de RIAS, mais cette année-là, la RDA proclama que RIAS n'était qu'un outil de propagande aux mains des Occidentaux, qu'elle « endormait la conscience de classe par des fausses annonces et trompait par sa musique illusoire l'auditeur inaverti. » Le terme de « roucoulements de RIAS » (RIAS-Ente) s'imposa au cours des années 1950 comme un lieu commun de la propagande de la RDA. Les autorités est-allemandes brouillaient systématiquement les émissions de RIAS, arguant que « Le financement de cette radio est assuré, via des canaux clandestins, par la CIA, qui s'en sert pour déverser la propagande américaine en Allemagne. » Au cours de cette même décennie, les tribunaux jugèrent d'innombrables affaires d'écoute clandestine de RIAS. En 1955, l'agent de la Stasi Erich Mielke proclama l'„Aktion Enten“, destinée à démasquer et à juger les informateurs de la RIAS en territoire est-allemand : dès le mois de juin 1955, le procès de la RIAS se soldait par de lourdes peines de prison et même une condamnation à mort.
Les locaux de la RIAS se trouvaient au n°69 de la Kufsteiner Strasse : ils sont occupés désormais par les studios de  Deutschlandradio, et l'adresse est Hans-Rosenthal-Platz. Hans Rosenthal fut l'un des collaborateurs de la première heure de RIAS-Berlin.

## Programmes
- Sonntagsrätsel y a été diffusée depuis 1965
- Wer fragt, gewinnt

## Dans la culture populaire
- le film allemand La Révolution silencieuse (Das schweigende Klassenzimmer, i.e. La Classe silencieuse), sorti en 2018 d'après le livre de Dietrich Garstka, évoque largement la RIAS à travers l'histoire véridique de lycéens allemands de l'Est qui, en 1956, décident, après l'écoute clandestine de la radio, de faire une minute de silence pour rendre hommage aux victimes de l'insurrection de Budapest, réprimée par les troupes soviétiques.